# 古迪舒基
古迪舒基(Stefan Kutschke，1988年11月3日—)，德國的職業足球運動員，司職前鋒，現效力於德国足球丙级联赛俱乐部特雷斯登戴拿模。

## 外部連結
- fussballdaten.de：Stefan Kutschke之統計數據 （德文）